# Fiji op de Olympische Zomerspelen 1988
Fiji nam deel aan de Olympische Zomerspelen 1988 in Seoel, Zuid-Korea. Ook de zevende deelname aan de Olympische Zomerspelen bleef zonder medailles.

## Deelnemers en resultaten per onderdeel

### Atletiek
| Olympiër               | Onderdeel              | Resultaat | Prestatie                  |
| ---------------------- | ---------------------- | --------- | -------------------------- |
| Maloni Bole            | 100m (m)               | 91e       | serie 13: 7de in 11,19     |
| Maloni Bole            | 200m (m)               | 63e       | serie 4: 5de in 22,44      |
| Joseph Rodan           | 400m (m)               | 57e       | serie 1: 7de in 48,69      |
| Lui Muavesi            | 800m (m)               | 59e       | serie 2: 7de in 1.54,48    |
| Moses Khan             | 1500m (m)              | 55e       | serie 3: 13de in 4.03,20   |
| Davendra Prakash Singh | 5000m (m)              | DNS       | niet gestart               |
| Bineshwar Prasad       | 10000m (m)             | 42e       | serie 2: 21ste in 33.30,43 |
| Albert Miller          | 110m horden (m)        | 35e       | serie 5: 7de in 14,86      |
| Joseph Rodan           | 400m horden (m)        | 35e       | serie 4: 8ste in 53,66     |
| Davendra Prakash Singh | 3000m steeplechase (m) | 30e       | serie 1: 10de in 9.23,50   |
| Bineshwar Prasad       | marathon (m)           | 76e       | 2:41.50                    |
| Albert Miller          | tienkamp (m)           | 32e       | 7016 punten                |
|                        |                        |           |                            |
| Sainiana Tukana        | 100m horden (v)        | 33e       | serie 1: 7de in 15,50      |
| Sainiana Tukana        | zevenkamp (v)          | 26e       | 2560 punten                |

### Boksen
| Olympiër   | Onderdeel   | Resultaat | Prestatie                                                       |
| ---------- | ----------- | --------- | --------------------------------------------------------------- |
| Apete Temo | -63,5kg (m) | 17e       | 1ste ronde: V van MEX Rodriguez: scheidsrechterlijke beslissing |
| Likou Ariu | -67kg (m)   | 33e       | 1ste ronde: V van SWE Antman: scheidsrechterlijke beslissing    |

### Judo
| Olympiër            | Onderdeel | Resultaat | Prestatie                                                                     |
| ------------------- | --------- | --------- | ----------------------------------------------------------------------------- |
| Simione Kuruvoli    | -78kg (m) | 34e       | 1ste ronde: V van MGL Erhembayar: ippon                                       |
| Josateki Basalusalu | -86kg (m) | 9e        | 1ste ronde: V van RUS Chestakov: ippon herkansingen: V van TPE Chiu: waza-ari |
| Viliame Takayawa    | -95kg (m) | 18e       | 1ste ronde: V van FRA Traineau: ippon                                         |

### Zeilen
| Olympiër                                  | Onderdeel      | Resultaat | Prestatie                               |
| ----------------------------------------- | -------------- | --------- | --------------------------------------- |
| Anthony S. Philp                          | divisie II (m) | 28e       | 196 punten: (28-DSQ-18-23-18-27-opgave) |
| Colin Philp                               | finn (m)       | 29e       | 194 punten: (DNF-30-26-24-24-DSQ-20)    |
|                                           |                |           |                                         |
| David Ashby Colin Dunlop Anthony C. Philp | soling         | 19e       | 143 punten: (20-19-17-20-15-20-16)      |

### Zwemmen
| Olympiër         | Onderdeel            | Resultaat | Prestatie                |
| ---------------- | -------------------- | --------- | ------------------------ |
| Jason Chute      | 50m vrije slag (m)   | 62e       | serie 2: 5de in 26,46    |
| Warren Sorby     | 50m vrije slag (m)   | 57e       | serie 2: 1ste in 25,64   |
| Jason Chute      | 100m vrije slag (m)  | 70e       | serie 1: 4de in 58,14    |
| Warren Sorby     | 100m vrije slag (m)  | 66e       | serie 2: 3de in 56,66    |
| Jason Chute      | 200m vrije slag (m)  | 60e       | serie 1: 4de in 2.09,05  |
|                  |                      |           |                          |
| Angela Birch     | 50m vrije slag (v)   | 44e       | serie 2: 7de in 29,01    |
| Cina Munch       | 50m vrije slag (v)   | 39e       | serie 2: 3de in 28,55    |
| Angela Birch     | 100m vrije slag (v)  | 51e       | serie 2: 4de in 1.02,91  |
| Cina Munch       | 100m vrije slag (v)  | 52e       | serie 2: 5de in 1.03,06  |
| Angela Birch     | 200m vrije slag (v)  | 43e       | serie 1: 3de in 2.16,79  |
| Cina Munch       | 200m vrije slag (v)  | 44e       | serie 2: 4de in 2.18,45  |
| Angela Birch     | 100m rugslag (v)     | 37e       | serie 1: 1ste in 1.13,48 |
| Sharon Pickering | 100m rugslag (v)     | 36e       | serie 2: 4de in 1.12,14  |
| Sharon Pickering | 200m rugslag (v)     | 32e       | serie 1: 3de in 2.36,99  |
| Sharon Pickering | 100m vlinderslag (v) | 37e       | serie 1: 5de in 1.10,51  |
| Cina Munch       | 100m vlinderslag (v) | 38e       | serie 1: 6de in 1.12,03  |
| Angela Birch     | 200m wisselslag (v)  | 35e       | serie 1: 7de in 2.39,20  |
| Sharon Pickering | 200m wisselslag (v)  | 34e       | serie 1: 6de in 2.35,22  |

Afghanistan · Algerije · Amerikaanse Maagdeneilanden · Amerikaans-Samoa · Andorra · Angola · Antigua en Barbuda · Argentinië · Aruba · Australië · Bahama’s · Bahrein · Bangladesh · Barbados · België · Belize · Benin · Bermuda · Bhutan · Birma · Bolivia · Bondsrepubliek Duitsland · Botswana · Brazilië · Britse Maagdeneilanden · Brunei · Bulgarije · Burkina Faso · Canada · Centraal-Afrikaanse Republiek · Chili · China · Chinees Taipei · Colombia · Congo-Brazzaville · Cookeilanden · Costa Rica · Cyprus · Denemarken · Djibouti · Dominicaanse Republiek · Duitse Democratische Republiek · Ecuador · Egypte · El Salvador · Equatoriaal-Guinea · Fiji · Filipijnen · Finland · Frankrijk · Gabon · Gambia · Ghana · Grenada · Griekenland · Groot-Brittannië · Guam · Guatemala · Guinee · Guyana · Haïti · Honduras · Hongarije · Hongkong · Ierland · IJsland · India · Indonesië · Irak · Iran · Israël · Italië · Ivoorkust · Jamaica · Japan · Joegoslavië · Jordanië · Kaaimaneilanden · Kameroen · Kenia · Koeweit · Laos · Lesotho · Libanon · Liberia · Libië · Liechtenstein · Luxemburg · Malawi · Malediven · Maleisië · Mali · Malta · Marokko · Mauritanië · Mauritius · Mexico · Monaco · Mongolië · Mozambique · Nederland · Nederlandse Antillen · Nepal · Nieuw-Zeeland · Niger · Nigeria · Noord-Jemen · Noorwegen · Oeganda · Oman · Oostenrijk · Pakistan · Panama · Papoea-Nieuw-Guinea · Paraguay · Peru · Polen · Portugal · Puerto Rico · Qatar · Roemenië · Rwanda · Saint Vincent en de Grenadines · Salomonseilanden · Samoa · San Marino · Saoedi-Arabië · Senegal · Sierra Leone · Singapore · Soedan · Somalië · Sovjet-Unie · Spanje · Sri Lanka · Suriname · Swaziland · Syrië · Tanzania · Thailand · Togo · Tonga · Trinidad en Tobago · Tsjaad · Tsjecho-Slowakije · Tunesië · Turkije · Uruguay · Vanuatu · Venezuela · Verenigde Arabische Emiraten · Verenigde Staten · Vietnam · Zaïre · Zambia · Zimbabwe · Zuid-Jemen · Zuid-Korea · Zweden · Zwitserland